# ГЕС-ГАЕС Тумут 3
ГЕС-ГАЕС Тумут 3 — гідроелектростанція на південному сході Австралії. Знаходячись між ГЕС Тумут 2 (вище за течією) та ГЕС Blowering, входить до складу гілки Сноуі-Тумут гідровузла Snowy Mountains Scheme, котра використовує ресурс зі сточищ Мюррею (басейн Великої Австралійської затоки Індійського океану) та Сноуі-Рівер (тече до Бассової протоки). Станом на другу половину 2010-х років найбільша за потужністю гідроелектростанція країни.
Відпрацьована на ГЕС Тумут 2 вода повертається до річки Тумут (ліва притока Маррамбіджі, яка в свою чергу є правою притокою Мюррею), на якій нижче за течією створили велике водосховище Талбінго з площею поверхні 19,36 км2 та об'ємом 921 млн м3. Для цього звели кам'яно-накидну греблю (найбільшу у всьому гідровузлі Snowy Mountains) висотою 162 метри та довжиною 710 метрів, котра потребувала 14,1 млн м3 матеріалу.
Ресурс зі сховища через шість напірних водоводів довжиною по 0,5 км з діаметром 5,6 метра подається до пригреблевого машинного залу. Останній у 1972 році ввели в експлуатацію з шістьома турбінами типу Френсіс потужністю по 250 МВт, які працюють при напорі у 151 метр.
Три з гідроагрегатів мають оборотні турбіни, котрі при сукупній потужності в насосному режимі 570 МВт дозволяють закачувати ресурс назад до сховища Талбінго з підйомом до 155 метрів. При цьому як нижній резервуар використовується сховище Jounama, створене на Тумуті за допомогою кам'яно-накидної греблі висотою 44 метри та довжиною 518 метрів, котра потребувала 0,6 млн м3 матеріалу та утримує 44 млн м3 води. З 2010 року при греблі Jounama працює ГЕС потужністю 14 МВт.
У 2009—2011 роках станція пройшла модернізацію, внаслідок якої потужність кожного агрегату зросла на 50 МВт.